# Arachnis tristis
Arachnis tristis är en fjärilsart som beskrevs av Rothschild 1935. Arachnis tristis ingår i släktet Arachnis och familjen björnspinnare. Inga underarter finns listade i Catalogue of Life.